# Chamaecrista pratensis
Chamaecrista pratensis är en ärtväxtart som först beskrevs av René Viguier, och fick sitt nu gällande namn av Du Puy. Chamaecrista pratensis ingår i släktet Chamaecrista och familjen ärtväxter. IUCN kategoriserar arten globalt som livskraftig. Inga underarter finns listade i Catalogue of Life.